# نيللي آيرتس
نيللي آيرتس هي عداءة مراثونية بلجيكية، ولدت في 30 سبتمبر 1962.

## وصلات خارجية
- نيلي آيرتس على موقع الاتحاد الدولي لألعاب القوى (الإنجليزية)